# L'unico paese al mondo
L'unico paese al mondo è un cortometraggio del 1994 diretto da Francesca Archibugi, Antonio Capuano, Marco Tullio Giordana, Daniele Luchetti, Mario Martone, Carlo Mazzacurati, Nanni Moretti, Marco Risi e Stefano Rulli. È stato realizzato e distribuito nelle sale in concomitanza con l'avvento di Forza Italia e la "discesa in campo" di Silvio Berlusconi.
Il cortometraggio è formato da nove episodi (non titolati né firmati) caratterizzati da una visione critica e pessimistica del futuro dell'Italia nel caso di affermazione elettorale della coalizione di centrodestra. Il film è volto a sensibilizzare l'opinione pubblica e a sollevare qualche perplessità rispetto a quella che sarà la prima delle cinque candidature al governo di Berlusconi.